# Міністр внутрішніх справ США
Міністр внутрішніх справ Сполучених Штатів Америки (англ. United States Secretary of the Interior) — глава Міністерства внутрішніх справ США. З 2025 р. міністром є Дуг Бургум.
У США посада міністра внутрішніх справ має зовсім інше значення, ніж у більшості країн. У відомстві міністра внутрішніх справ США знаходяться питання землекористування, геологічної розвідки місцевості та національні парки. Охорона правопорядку належить до відомства Міністерства національної безпеки, поліції штатів і Міністерства юстиції.

## Міністри внутрішніх справ
| #  | зображення          | ім'я і прізвище     | рідний штат     | термін на посаді  | термін на посаді | адміністрація президента США, в якій був на посаді |
| #  | зображення          | ім'я і прізвище     | рідний штат     | початок           | кінець           | адміністрація президента США, в якій був на посаді |
| -- | ------------------- | ------------------- | --------------- | ----------------- | ---------------- | -------------------------------------------------- |
| 44 | Уильям Патрик Кларк | Вільям Патрік Кларк | Каліфорнія      | 18 листопада 1983 | 7 лютого 1985    | Рональд Рейган                                     |
| 45 | Дональд Ходель      | Дональд Ходель      | Орегон          | 8 лютого 1985     | 20 січня 1989    | Рональд Рейган                                     |
| 46 | Мануель Лухан       | Мануель Лухан       | Нью-Мексико     | 3 лютого 1989     | 20 січня 1993    | Джордж Герберт Вокер Буш                           |
| 47 | Брюс Беббітт        | Брюс Беббітт        | Аризона         | 22 січня 1993     | 2 січня 2001     | Білл Клінтон                                       |
| 48 | Гейл Нортон         | Гейл Нортон         | Колорадо        | 20 січня 2001     | 31 березня 2006  | Джордж Вокер Буш                                   |
| 49 | Дірк Кемпторн       | Дірк Кемпторн       | Айдахо          | 29 травня 2006    | 19 січня 2009    | Джордж Вокер Буш                                   |
| 50 | Кен Салазар         | Кен Салазар         | Колорадо        | 20 січня 2009     | 12 квітня 2013   | Барак Обама                                        |
| 51 | Саллі Джуел         | Саллі Джуелл        | Вашингтон       | 12 квітня 2013    | 20 січня 2017    | Барак Обама                                        |
| 52 | Раян Зінке          | Раян Зінке          | Монтана         | 1 березня 2017    | 2 січня 2019     | Дональд Трамп                                      |
| 53 |                     | Девід Бернгардт     | Вірджинія       | 11 квітня 2019    | 20 січня 2021    | Дональд Трамп                                      |
| 54 |                     | Деб Гааланд         | Нью-Мексико     | 16 березня 2021   | 20 січня 2025    | Джо Байден                                         |
| 55 |                     | Даг Бергам          | Північна Дакота | 1 лютого 2025     |                  | Дональд Трамп                                      |